# Desa Nagrak (administrativ by i Indonesien, lat -6,65, long 107,41)
Desa Nagrak är en administrativ by i Indonesien.   Den ligger i provinsen Jawa Barat, i den västra delen av landet, 80 km sydost om huvudstaden Jakarta.